# Секст Субрий Декстер Корнелий Приск
Вижте пояснителната страница за други личности с името Приск.
Секст Субрий Декстер Корнелий Приск (на латински: Sextus Subrius Dexter Cornelius Priscus) е римски политик по времето на осиновените императори.
Произлиза от фамилията Корнелии. Вероятно е роднина на Квинт Корнелий Приск, който по времето на Тиберий (упр. 14 – 37 г.) е легат в провинция Галация.
През 104 г. той е суфектконсул. 106 г. участва в процеса против Варен Руф (управител на Витиния 105 – 106). 120/121 г. той е проконсул на провинция Азия. Плиний Млади му пише писмо (Писма 3,21), в което го информира за смъртта на Марциал.